# Luis Antonio Escobar
Luis Antonio Escobar (* 14. Juli 1925 in Villapinzón, Cundinamarca; † 11. September 1993 in Miami) war ein kolumbianischer Komponist und Musikwissenschaftler.

## Leben
Escobar besuchte das Franziskanerkolleg San Joaquín in Cali und studierte dann am Konservatorium der Universidad Nacional de Colombia von Bogotá bei Pedro Villá, Egisto Giovannetti, Gustavo Escobar Larrazábal und Lucía Pérez, am Peabody Conservatory of Music in Baltimore bei Nicolas Nabokov, am Mozarteum in Salzburg und an der Hochschule für Musik in Berlin bei Boris Blacher.
1954 kehrte er nach Kolumbien zurück, wo er am Konservatorium der Universidad National Musikgeschichte, Harmonielehre, Kontrapunkt, Komposition und Instrumentation sowie an der Universidad Javeriana und der Universidad de los Andes Kunstgeschichte unterrichtete.
1957 ging er mit einem Stipendium der Guggenheim-Stiftung in die USA, um seine Ausbildung zu vervollkommnen. Nach seiner Rückkehr nach Kolumbien war er Mitbegründer des Orquesta Filarmónica de Bogotá und wurde Präsident des kolumbianischen Komponistenverbandes. Durch Gründung von Clubes de Estudiantes Cantores trug er wesentlich zur Verbesserung des Gesangsunterrichtes in Kolumbien bei. Daneben wirkte er als Konsul Kolumbiens in Bonn und als Kulturattaché in den USA.
1976 begann Escobars Zusammenarbeit mit der Pianistin Amparo Ángel (seiner späteren zweiten Ehefrau), der er mehrere Werke widmete. Mit dem Dichter Andrés Holguín gründete er El Muro Blanco, eine Einrichtung, die Konferenzen und Seminare zu kulturellen Themen veranstaltete. Er organisierte Veranstaltungen wie die Festivals der kolumbianischen Universitätschöre und den ersten Kongress für Musikethnologie in Cartagena.

## Werke
- Serenata para Orquesta
- Dos Preludios de Navidad
- Divertimento No.1 (Boris Blacher gewidmet)
- Concertino für Flöte und Orchester
- Sonatina für Violine und Klavier
- Pequeña Suite für Flöte, Oboe und Fagott
- Sonata für Violine und
- La Princesa y la Arveja, Kinderoper
- Preludios para Percusión, Ballett
- Los Hampones, Oper
- Juramento a Bolívar, sinfonische Dichtung mit Texten von Jorge Rojas
- Sinfonía O
- La Curuba, Quintett
- Concierto für Cembalo
- Cantata Campesina No. 1
- Cántica de Cantas Colombianas
- Apuntes para Orquesta,
- Pequeña Sinfonía No.2
- Matrimonio del Tío Sapo, Show für Kinder
- La Fosforerita, Ballett (komponiert für die Ballerina Gloria Castro)
- Concierto Grosso mit obligater Violine und Klavier
- Ballada für Klavier und Orchester
- Concierto für Violine und Orchester
- Concierto für Klarinette
- Concierto für Gitarre
- Doce Preludios für Gitarre
- La Visita de la Ballena
- Seis Bambuquerías für Oboe und Klavier
- Bambuquerías für Klavier zu vier Händen
- Segunda serie de Bambuquerías
- Danzas en el Sentimiento Andino für Sinfonieorchester
- Manuelita Saenz, Ballett
- Poema Sinfónico al General Santander mit Texten von Jorge Rojas

## Schriften
- La música precolombina
- La música en Cartagena de Indias
- La música en Santafé de Bogotá
- La Música en la Catedral de Bogotá
- Obras polifónicas de autores colombianos
- La obra de José Cascante
- La herencia del Quetzal

| Personendaten    | Personendaten                                      |
| ---------------- | -------------------------------------------------- |
| NAME             | Escobar, Luis Antonio                              |
| KURZBESCHREIBUNG | kolumbianischer Komponist und Musikwissenschaftler |
| GEBURTSDATUM     | 14. Juli 1925                                      |
| GEBURTSORT       | Villapinzón, Cundinamarca                          |
| STERBEDATUM      | 11. September 1993                                 |
| STERBEORT        | Miami                                              |